# Canadá nos Jogos Olímpicos de Verão de 1920
O Canadá nos Jogos Olímpicos de Verão de 1920, em Antuérpia, na Bélgica competiu representado por 52 atletas masculinos, que disputaram provas de 39 modalidades esportivas de nove esportes diferentes, conquistando um total de 9 medalhas, sendo 3 de ouro, 3 de prata e três de bronze. O Canadá terminou assim, na 12ª colocação no quadro geral de medalhas da competição

## Medalhistas

### Ouro
- Winnipeg Falcons — Hóquei no Gelo, Competição masculina
- Earl Thomson — Atletismo
- Bert Schneider — Boxe

### Prata
- Clifford Graham — Boxe
- Georges Prud'Homme — Boxe
- George Vernot — Natação

### Bronze
- Clarence Newton — Boxe
- Moe Herscovitch — Boxe
- George Vernot — Natação